# 多摩市立陸上競技場
多摩市立陸上競技場（たましりつりくじょうきょうぎじょう）は、東京都多摩市の多摩市立多摩東公園にある陸上競技場。球技場としても使用される。施設は多摩市が所有し、多摩市が運営管理も行っている。

## 概要
日本陸上競技連盟第2種公認の陸上競技場である。また、関東大学サッカーリーグ戦、日本女子サッカーリーグ、ラグビーの公式戦も開催される。2011年2月、日本プロサッカーリーグ（Jリーグ）の東京ヴェルディ1969との間で練習会場などで使用する協定を締結した。
2016年9月、地元有志らによる「多摩ニュータウンスタジアムをつくる会」が多摩市立陸上競技場を建て替えて30,000人収容のサッカーおよびラグビーの競技場を建設する構想があると東京新聞により報じられた。建設費は約90億円を見込んでおり、資金調達はPFIを採用するとしている。

## アクセス
- バス
- 聖蹟桜ヶ丘駅から聖ヶ丘団地経由 永山駅行きのバスで陸上競技場入口下車、徒歩3分。
- 聖蹟桜ヶ丘駅から連光寺経由永山駅行き（1日に1本のみ）のバスで多摩東公園下車、徒歩1分。
- 聖蹟桜ヶ丘駅から多摩東公園行き（1日3本のみで平日のみ）または若葉台駅行き（土休日のみで1時間に1本のみ）のバスで多摩東公園下車、徒歩1分。
- 永山駅から聖ヶ丘団地行きまたは聖ヶ丘団地経由 聖蹟桜ヶ丘駅行きのバスで陸上競技場入口下車、徒歩3分。
- 永山駅から連光寺経由聖蹟桜ヶ丘駅行き（1日に1本のみ）のバスで多摩東公園下車、徒歩1分。
- 聖蹟桜ヶ丘駅または永山駅から諏訪四丁目循環行きまたは諏訪四丁目行きのバスで諏訪四丁目下車、徒歩5分。
- 若葉台駅から聖蹟桜ヶ丘駅行き（土休日のみで1時間に1本のみ）のバスで多摩東公園下車、徒歩1分。

- 駅からの徒歩
- 京王永山駅から20分。
- はるひ野駅から14分。
- 若葉台駅から24分。